# Басіана
Басіа́на (кат. Veciana) - муніципалітет, розташований в Автономній області Каталонія, в Іспанії. Код муніципалітету за номенклатурою Інституту статистики Каталонії - 82975. Знаходиться у районі (кумарці) Анойя (коди району - 06 та AI) провінції Барселона, згідно з новою адміністративною реформою перебуватиме у складі Центральної баґарії (округи). 

## Населення
Населення міста (у 2007 р.) становить 171 особа (з них менше 14 років - 14,6%, від 15 до 64 - 59,6%, понад 65 років - 25,7%). У 2006 р. народжуваність склала 2 особи, смертність - 2 особи, зареєстровано 0 шлюбів. У 2001 р. активне населення становило 77 осіб, з них безробітних - 2 особи.

Серед осіб, які проживали на території міста у 2001 р., 141 народилися в Каталонії (з них 107 осіб у тому самому районі, або кумарці), 16 осіб приїхало з інших областей Іспанії, а 0 осіб приїхало з-за кордону. 

Університетську освіту має 6,9% усього населення. 

У 2001 р. нараховувалося 49 домогосподарств (з них 10,2% складалися з однієї особи, 30,6% з двох осіб,18,4% з 3 осіб, 20,4% з 4 осіб, 12,2% з 5 осіб, 6,1% з 6 осіб, 2% з 7 осіб, 0% з 8 осіб і 0% з 9 і більше осіб).

Активне населення міста у 2001 р. працювало у таких сферах діяльності : у сільському господарстві - 30,7%, у промисловості - 18,7%, на будівництві - 6,7% і у сфері обслуговування - 44%. 

 У муніципалітеті або у власному районі (кумарці) працює 62 особи, поза районом - 46 осіб.

### Безробіття
У 2007 р. нараховувалося 4 безробітних (у 2006 р. - 1 безробітний), з них чоловіки становили 50%, а жінки - 50%.

## Економіка

### Підприємства міста

#### Промислові підприємства
| \| Промислові підприємства міста, за сферою діяльності \| Промислові підприємства міста, за сферою діяльності \| Промислові підприємства міста, за сферою діяльності \| \| Рік \| 2002 р. \| 2001 р. \| \| --------------------------------------------------- \| --------------------------------------------------- \| --------------------------------------------------- \| \| Енергетичні та водні ресурси \| 25% \| 25% \| \| Хімія та метали \| 0% \| 0% \| \| Переробка металів \| 25% \| 25% \| \| Продукти харчування \| 25% \| 25% \| \| Текстиль \| 25% \| 25% \| \| Виробництво меблів, видання \| 0% \| 0% \| \| Інше \| 0% \| 0% \| \| Усього підприємств \| 4 \| 4 \| |         |         |
| Промислові підприємства міста, за сферою діяльності |         |         |
| Рік | 2002 р. | 2001 р. |
| Енергетичні та водні ресурси | 25%     | 25%     |
| Хімія та метали | 0%      | 0%      |
| Переробка металів | 25%     | 25%     |
| Продукти харчування | 25%     | 25%     |
| Текстиль | 25%     | 25%     |
| Виробництво меблів, видання | 0%      | 0%      |
| Інше | 0%      | 0%      |
| Усього підприємств | 4       | 4       |

#### Роздрібна торгівля
| \| Підприємства роздрібної торгівлі міста, за сферою діяльності \| Підприємства роздрібної торгівлі міста, за сферою діяльності \| Підприємства роздрібної торгівлі міста, за сферою діяльності \| \| Рік \| 2002 р. \| 2001 р. \| \| ------------------------------------------------------------ \| ------------------------------------------------------------ \| ------------------------------------------------------------ \| \| Продукти харчування \| *% \| *% \| \| Одяг та взуття \| *% \| *% \| \| Товари для дому \| *% \| *% \| \| Книги та періодичні видання \| *% \| *% \| \| Промислова хімічна продукція \| *% \| *% \| \| Продукція, пов'язана з транспортними засобами \| *% \| *% \| \| Інше \| *% \| *% \| \| Усього підприємств \| 0 \| 0 \| |         |         |
| Підприємства роздрібної торгівлі міста, за сферою діяльності |         |         |
| Рік | 2002 р. | 2001 р. |
| Продукти харчування | *%      | *%      |
| Одяг та взуття | *%      | *%      |
| Товари для дому | *%      | *%      |
| Книги та періодичні видання | *%      | *%      |
| Промислова хімічна продукція | *%      | *%      |
| Продукція, пов'язана з транспортними засобами | *%      | *%      |
| Інше | *%      | *%      |
| Усього підприємств | 0       | 0       |

#### Сфера послуг
| \| Підприємства міста, що працюють у сфері послуг, за діяльністю \| Підприємства міста, що працюють у сфері послуг, за діяльністю \| Підприємства міста, що працюють у сфері послуг, за діяльністю \| \| Рік \| 2002 р. \| 2001 р. \| \| ------------------------------------------------------------- \| ------------------------------------------------------------- \| ------------------------------------------------------------- \| \| Гуртова торгівля \| 0% \| 0% \| \| Готелі та готельний бізнес \| 16,7% \| 20% \| \| Транспорт та зв'язок \| 0% \| 0% \| \| Посередницькі фінансові послуги \| 0% \| 0% \| \| Послуги підприємствам \| 0% \| 0% \| \| Послуги фізичним особам \| 50% \| 40% \| \| Нерухомість та ін. \| 33,3% \| 40% \| \| Усього підприємств \| 6 \| 5 \| |         |         |
| Підприємства міста, що працюють у сфері послуг, за діяльністю |         |         |
| Рік | 2002 р. | 2001 р. |
| Гуртова торгівля | 0%      | 0%      |
| Готелі та готельний бізнес | 16,7%   | 20%     |
| Транспорт та зв'язок | 0%      | 0%      |
| Посередницькі фінансові послуги | 0%      | 0%      |
| Послуги підприємствам | 0%      | 0%      |
| Послуги фізичним особам | 50%     | 40%     |
| Нерухомість та ін. | 33,3%   | 40%     |
| Усього підприємств | 6       | 5       |

## Житловий фонд
У 2001 р. 0% усіх родин (домогосподарств) мали житло метражем до 59 м2, 10,2% - від 60 до 89 м2, 24,5% - від 90 до 119 м2 і
65,3% - понад 120 м2.

З усіх будівель у 2001 р. 11,1% було одноповерховими, 84,4% - двоповерховими, 4,4
% - триповерховими, 0% - чотириповерховими, 0% - п'ятиповерховими, 0% - шестиповерховими,
0% - семиповерховими, 0% - з вісьмома та більше поверхами.

## Автопарк
| \| Автомобілі, зареєстровані у місті, за призначенням \| Автомобілі, зареєстровані у місті, за призначенням \| Автомобілі, зареєстровані у місті, за призначенням \| \| Рік \| 2006 р. \| 2005 р. \| \| -------------------------------------------------- \| -------------------------------------------------- \| -------------------------------------------------- \| \| Приватні автомобілі \| 62,5% \| 64,3% \| \| Мотоцикли \| 5,9% \| 5% \| \| Вантажівки \| 25,7% \| 27,9% \| \| Трактори \| 2,6% \| 0% \| \| Автобуси та ін. \| 3,3% \| 2,9% \| \| Усього автомобілів \| 152 шт. \| 140 шт. \| |         |         |
| Автомобілі, зареєстровані у місті, за призначенням |         |         |
| Рік | 2006 р. | 2005 р. |
| Приватні автомобілі | 62,5%   | 64,3%   |
| Мотоцикли | 5,9%    | 5%      |
| Вантажівки | 25,7%   | 27,9%   |
| Трактори | 2,6%    | 0%      |
| Автобуси та ін. | 3,3%    | 2,9%    |
| Усього автомобілів | 152 шт. | 140 шт. |

## Вживання каталанської мови
У 2001 р. каталанську мову у місті розуміли 99,3% усього населення (у 1996 р. - 100%), вміли говорити нею 91,5% (у 1996 р. - 
97%), вміли читати 88,2% (у 1996 р. - 95,3%), вміли писати 56,9
% (у 1996 р. - 65,1%). Не розуміли каталанської мови 0,7%.

## Політичні уподобання
У виборах до Парламенту Каталонії у 2006 р. взяло участь 89 осіб (у 2003 р. - 106 осіб). Голоси за політичні сили розподілилися таким чином:
| \| Вибори до Парламенту Каталонії \| Вибори до Парламенту Каталонії \| Вибори до Парламенту Каталонії \| \| Рік \| 2006 р. \| 2003 р. \| \| -------------------------------------- \| ------------------------------ \| ------------------------------ \| \| Конвергенція та Єднання (CiU) \| 74,2% \| 67% \| \| Соціалістична партія Каталонії (PSC) \| 4,5% \| 7,5% \| \| Народна партія (PP) \| 4,5% \| 9,4% \| \| Ініціатива за зелену Каталонію (IC) \| 3,4% \| 8,5% \| \| Республіканська лівиця Каталонії (ERC) \| 9% \| 6,6% \| \| Громадянська партія (C's) \| 0% \| 0% \| \| Інші \| 4,5% \| 0,9% \| |         |         |
| Вибори до Парламенту Каталонії |         |         |
| Рік | 2006 р. | 2003 р. |
| Конвергенція та Єднання (CiU) | 74,2%   | 67%     |
| Соціалістична партія Каталонії (PSC) | 4,5%    | 7,5%    |
| Народна партія (PP) | 4,5%    | 9,4%    |
| Ініціатива за зелену Каталонію (IC) | 3,4%    | 8,5%    |
| Республіканська лівиця Каталонії (ERC) | 9%      | 6,6%    |
| Громадянська партія (C's) | 0%      | 0%      |
| Інші | 4,5%    | 0,9%    |